# Calista Flockhart
Calista Flockhart (11 de novembre de 1964, Freeport, Illinois) és una actriu estatunidenca. Després de treballar a Broadway i de fer papers petits, es va fer coneguda per la sèrie de televisió Ally McBeal (1997 - 2002) i més tard Brothers & Sisters  (2006 - 2011). La seva parella des del 2001 és Harrison Ford, amb qui es casà el 2010 a la mansió del governador de Nou Mèxic, amb un fill, Liam Flockhard Ford, adoptat de nadó el 2001.

## Biografia
Després de realitzar petits papers en el teatre i treballar a Broadway en obres com The glass menagery en el paper de Laura (1994) i  Three sisters  (1997), la fama li va arribar al protagonitzar Ally McBeal , tragi-comèdia en la qual Calista interpreta una advocada psicòtica. Per aquest paper, va guanyar com a millor actriu protagonista: un Globus d'Or (1997) i un Premi del Sindicat d'Actors (1997), sent nominada tres vegades per als Emmy.
L'any 2005 va protagonitzar la pel·lícula de terror Fràgils, del director català Jaume Balagueró, a on interpretava a una infermera nord-americana que ajuda joves a poder comprendre què ocorre a un edifici amb la presència d'una criatura invisible i agressiva.
Fou escollida com coprotagonista a la sèrie Brothers & Sisters, on interpreta a una periodista de ràdio que torna amb la seva família per treballar en un programa de debat polític a la televisió. Hauran de trobar l'equilibri entre les seves vides personals,els negocis familiars i les discussions entre germans. Cada personatge es compon dels estereotips de la societat nord-americana.
Després de diversos anys sense treball a la indústria cinematogràfica, l'actriu accepta coprotagonitzar la sèrie Feud: Capot vs. The Swans (2024), minisèrie de Ryan Murphy sobre la traïció que Truman Capot va realitzar a les seves amigues de l'alta societat novaiorquesa, narrant les seves intimitats en el llibre Pregàries ateses. Calista encarna a Lee Radziwill, la germana xicoteta de Jackie Kennedy, casada amb un príncep europeu, i comparteix escenes amb Naomi Watts, Diane Lane i Demi Moore, entre d'altres.

## Filmografia
| Pel·lícula   | Pel·lícula                                      | Pel·lícula                                            | Pel·lícula |
| Any          | Pel·lícula                                      | Paper                                                 | Notes |
| ------------ | ----------------------------------------------- | ----------------------------------------------------- | --- |
| 1993         | Naked in New York                               | estudiant                                             | |
| 1994         | Clear Cut                                       |                                                       | |
| 1994         | Gettin In                                       | Amanda Morel                                          | |
| 1994         | Quiz Show                                       | Barnard Girl                                          | |
| 1995         | Pictures of Baby Jane Doe                       | Jane                                                  | |
| 1995         | Drunks                                          | Helen                                                 | |
| 1996         | The Birdcage                                    | Barbara Keeley                                        | |
| 1996         | Milk & Money                                    | Christine                                             | |
| 1997         | Telling Lies in America                         | Diney Majeski                                         | |
| 1999         | A Midsummer Night's Dream                       | Helena                                                | |
| 2000         | Things You Can Tell Just by Looking at Her      | Christine Taylor                                      | |
| 2004         | The Last Shot                                   | Valerie Weston                                        | |
| 2005         | Fràgils (Frágiles)                              | Amy Nicholls                                          | |
| Televisió    |                                                 |                                                       | |
| Any          | Títol                                           | Paper                                                 | Notes |
| 1989         | Guiding Light                                   | Elise                                                 | |
| 1991         | Darrow                                          | Lillian Anderson                                      | Telefilm |
| 1992         | Lifestories: Families in Crisis                 | Mary-Margaret Carter                                  | Episodi: "The Secret Life of Mary Margaret: Portrait of a Bulimic"                                               |
| 1997–2002    | Ally McBeal                                     | Ally McBeal                                           | 112 episodis |
| 1998         | The Practice                                    | Ally McBeal                                           | Episodi: "Axe Murderer"                                                                                          |
| 1999         | Ally McBeal                                     | Ally McBeal                                           | |
| 2000         | Happily Ever After: Fairy Tales for Every Child | Vanna Van                                             | (Veu) Episodi: "Rip Van Winkle"                                                                                  |
| 2001         | Bash: Latter-Day Plays                          |                                                       | Telefilm |
| 2006–present | Brothers & Sisters                              | Kitty Walker                                          | 100+ episodis |
| 2014         | Robot Chicken                                   | Dr. Ryan Stone / Smurfette / Rebecca Cunningham (veu) | Episodi: "Batman Forever 21"                                                                                     |
| 2014         | Web Therapy                                     | April Keating                                         | Episodis: "Lost on the Young" i "Judicial Oversight"                                                             |
| 2015         | Full Circle                                     | Ellen Kelly-O'Rourke                                  | Temporada 2 |
| 2015–2018    | Supergirl                                       | Cat Grant                                             | Serie (temporada 1; 20 episodis) Recurring (temporada 2; 4 episodis) Estrella convidada (temporada 3; 1 episodi) |
| 2015         | The Penguins of Madagascar                      | Doris (veu)                                           | Episodi: "The Penguin Who Loved Me"                                                                              |
| 2024         | Feud: Capote vs. The Swans                      | Lee Radziwill                                         | Minisèrie. Personatge protagonista.                                                                              |

## Premis i nominacions
| Any  | Premi                     | Categoria                                        | Treball nominat | Resultat   |
| ---- | ------------------------- | ------------------------------------------------ | --------------- | ---------- |
| 1998 | Primetime Emmy Award      | Millor actriu de sèrie de comèdia                | Ally McBeal     | Nominada   |
| 1998 | Golden Globe Award        | Millor actriu de sèrie de comèdia o musical      | Ally McBeal     | Guanyadora |
| 1998 | Screen Actors Guild Award | Millor actriu de sèrie de comèdia                | Ally McBeal     | Nominada   |
| 1998 | Screen Actors Guild Award | Millor repartiment de sèrie de comèdia           | Ally McBeal     | Nominada   |
| 1999 | Primetime Emmy Award      | Millor actriu de sèrie de comèdia                | Ally McBeal     | Nominada   |
| 1999 | Golden Globe Award        | Millor actriu de sèrie de comèdia o musical      | Ally McBeal     | Nominada   |
| 1999 | Satellite Award           | Millor actriu de sèrie de comèdia o musical      | Ally McBeal     | Nominada   |
| 1999 | Screen Actors Guild Award | Millor actriu de sèrie de comèdia                | Ally McBeal     | Nominada   |
| 1999 | Screen Actors Guild Award | Millor actriu de repartiment de sèrie de comèdia | Ally McBeal     | Nominada   |
| 2000 | Golden Globe Award        | Millor actriu de sèrie de comèdia o musical      | Ally McBeal     | Nominada   |
| 2000 | People's Choice Awards    | Actriu favorita de televisió per cable           | Ally McBeal     | Guanyadora |
| 2000 | Satellite Award           | Millor actriu de sèrie de comèdia o musical      | Ally McBeal     | Nominada   |
| 2000 | Screen Actors Guild Award | Millor actriu de sèrie de comèdia                | Ally McBeal     | Nominada   |
| 2000 | Screen Actors Guild Award | Millor actriu de repartiment de sèrie de comèdia | Ally McBeal     | Nominada   |
| 2001 | Primetime Emmy Award      | Millor actriu de sèrie de comèdia                | Ally McBeal     | Nominada   |
| 2001 | Golden Globe Award        | Millor actriu de sèrie de comèdia o musical      | Ally McBeal     | Nominada   |
| 2001 | Screen Actors Guild Award | Millor actriu de sèrie de comèdia                | Ally McBeal     | Nominada   |
| 2001 | Screen Actors Guild Award | Millor actriu de repartiment de sèrie de comèdia | Ally McBeal     | Nominada   |
| 2002 | Golden Globe Award        | Millor actriu de sèrie de comèdia o musical      | Ally McBeal     | Nominada   |
| 2016 | Premis Saturn             | Millor actriu de repartiment                     | Supergirl       | Nominada   |